# Ans Timmermans
Anna Petronella Timmermans, soprannominata Ans (Rotterdam, 10 aprile 1919 – 21 agosto 1958) è stata una nuotatrice olandese.

## Carriera
Vinse la medaglia d'oro nella staffetta 4x100m stile libero agli europei del 1934.

## Palmarès
- Europei

Magdeburgo 1934: oro nella 4x100m stile libero.